# Via Regina
Via Regina è il nome di due strade romane omonime ma distinte che collegavano, considerando il percorso complessivo delle due vie di comunicazione, il porto fluviale di Cremona con Clavenna (Chiavenna) passando da Mediolanum (Milano). In particolare, la prima strada iniziava da Mediolanum, giungeva a Comum (Como) e terminava a Clavenna, mentre la seconda strada iniziava a Mediolanum e terminava a Cremona.
Il nome Regina deriva probabilmente dal toponimo della provincia romana della Rezia in quanto la strada conduceva, attraverso la Valchiavenna, in questa regione, il cui territorio corrisponde alla moderna Svizzera. Dal Medioevo la via Regina iniziò a essere chiamata strada regale e via Regia.
La via Regina era costeggiata, in diversi tratti, da diversi corsi d'acqua, tra cui l'Adda, che permettevano al traffico terrestre che la percorreva di essere affiancato dal traffico fluviale. Lungo il suo tragitto, che iniziava in corrispondenza del porto fluviale di Cremona, che si trovava lungo il Po e che era pertanto collegato al Mare Adriatico, la via Regina giungeva al porto fluviale romano di Milano, costeggiava poi la riva occidentale del lago di Como. L'antica via Regina dà il nome alla strada statale 340 Regina, moderna arteria statale italiana che collega Como con Valsolda, comune della provincia di Como che confina con la moderna Svizzera in direzione di Lugano.

## Il tracciato

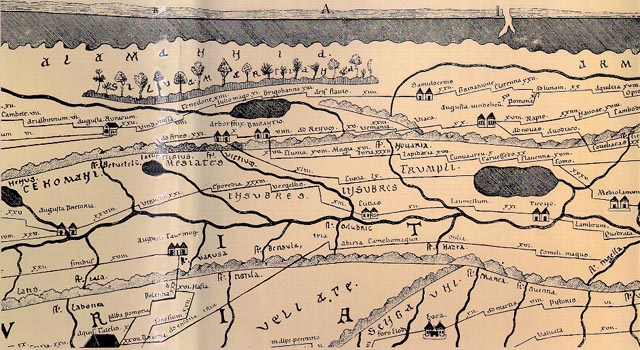
Il lago di Como e la via Regina nella Tabula Peutingeriana. Il lago è disegnato di forma circolare e Como e la via Regina sono ad est di esso.

In base a quanto riportato negli statuti comunali del 1335, la strada iniziava a Como e terminava a Chiavenna. Ma è molto probabile, essendo una strada dotata di cospicua rilevanza, che il tracciato comprendesse anche il tratto Milano - Como ed il tratto oltre Chiavenna. Anche la strada che da Dongo sale al passo San Jorio è chiamata "via Regina": costituiva in passato una sua variante per raggiungere Bellinzona e la Svizzera.
Analizzando le tavole dell'Istituto Geografico Militare alle scale 1:50.000 oppure 1:25.000 (o meglio ancora, le tavole della Carta tecnica regionale alla scala 1:10.000) si può osservare una successione niente affatto casuale di strade secondarie, nonché filari di alberi e rogge che permettono di ricostruirne il percorso risalente all'epoca romana.
A Cremona l'antica strada romana coincideva con corso Garibaldi, via Ghinaglia e via Dattaro. Dalla città alla Cascina Cerro (presso Farfengo) l'antico tracciato coincide con la vecchia Castelleonese, una strada caduta in disuso negli anni cinquanta del XX secolo dopo la costruzione della parallela strada statale Paullese. Questo tracciato è stato in gran parte risistemato nel 2006 dall'Amministrazione Provinciale di Cremona ed adibito a pista ciclabile.
Tra la Cascina Cerro e Cappella Cantone l'antico tracciato si sovrappone al tracciato della strada statale Paullese, per deviare poi verso San Bassano. Qui vi si trovava il passaggio per attraversare il vecchio corso del fiume Serio (odierno Serio Morto): è da notare che l'antica dedicazione della chiesa parrocchiale del comune è dedicata a San Martino di Tours, il protettore dei viandanti, tant'è che gli sono dedicati molti edifici di culto lungo le vie romee. Si prosegue quindi verso San Giacomo, un gruppo di cascine con oratorio dove si trovava una stazione per il cambio dei cavalli; poco oltre, a San Latino, il tracciato divide ancor'oggi l'abitato in due parti amministrative, Castelleone e Gombito.

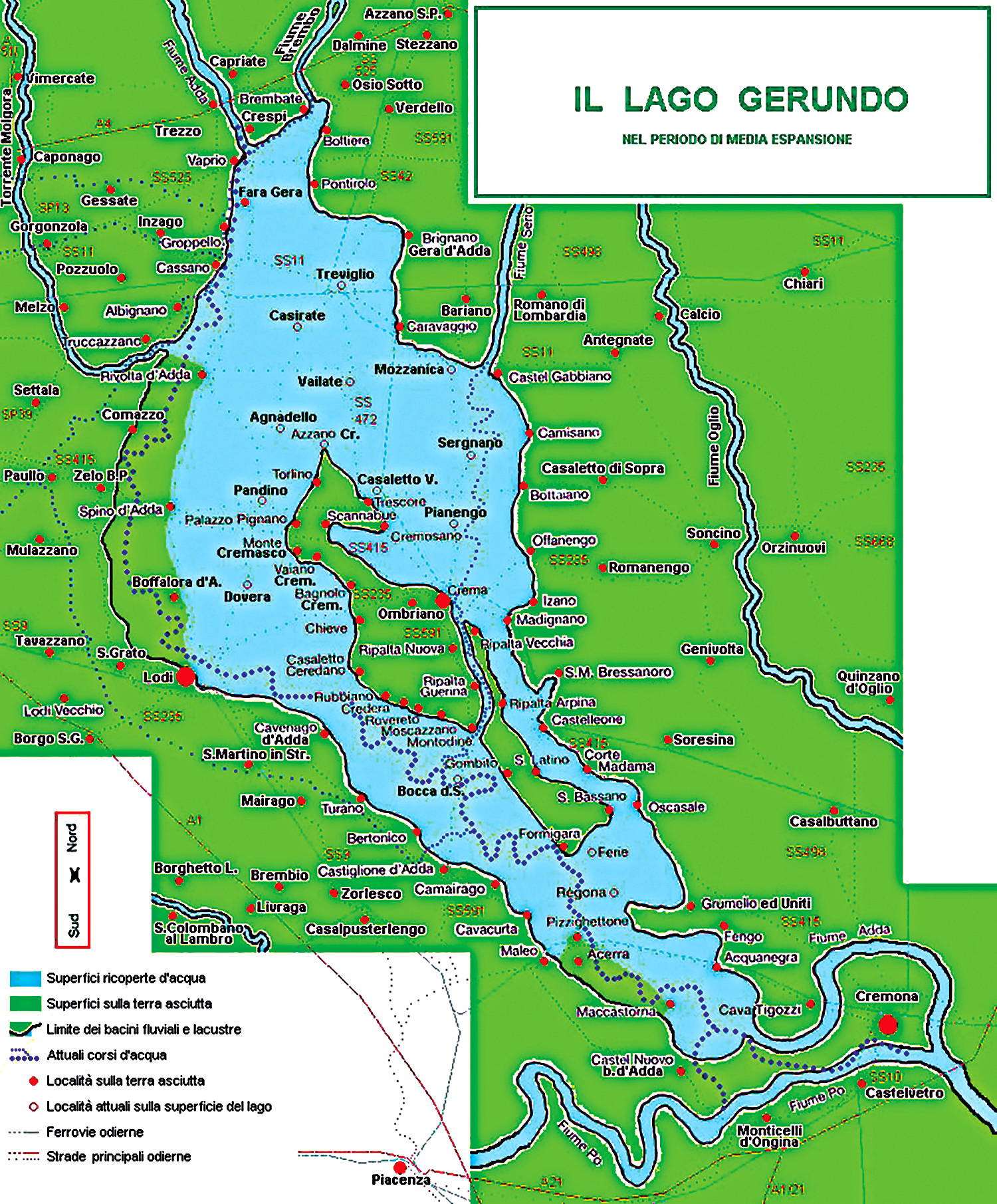
L'isola Fulcheria, ovvero il territorio posto fra i fiumi Serio e Adda, le cui acque fino al Medioevo divagavano formando il lago Gerundo. Era costeggiato dalla via Regina. Le bonifiche iniziate dall'XI secolo dai monasteri benedettini e cistercensi, prima e dalle autorità civili poi, portarono gradualmente al prosciugamento delle acque del lago Gerundo facendo scomparire definitivamente l'isola Fulcheria

La strada proseguiva verso nord-ovest secondo un andamento rettilineo ai margini meridionali dell'Isola Fulcheria, che è scomparsa nel Medioevo. Presso l'abitato di Rovereto (frazione di Credera Rubbiano) sono state rinvenute tracce dell'antica pavimentazione. La traccia dell'antica strada è ben identificabile fino a Roncadello di Dovera. Oltre l'Adda il suo percorso è rintracciabile tra Tribiano e Milano (lungo la roggia Serbellona, che costeggia la vecchia Paullese). A Mediolanum, in particolare, le porte cittadine attraverso le quali passava la via Regina erano Porta Comasina e Porta Tosa. In particolare, in corrispondenza di quest'ultima, era situato il porto fluviale romano di Milano. Nel complesso la via Regina era lunga circa 130 miglia romane.
Nel complesso, il percorso delle due via Regina attraversava, o lambiva, le seguenti località: Clavenna (Chiavenna), Iera (Gera Lario), Domaxium (Domaso), Dungum (Dongo), Menasium (Menaggio), Argenium (Argegno), Laelium (Laglio), Multrasium (Moltrasio), Coenobium (Cernobbio), Comum (Como), Albesium (Albese con Cassano), Herba, dove intersecava la via Mediolanum-Bellasium, Inverigum (Inverigo), Caratum (Carate Brianza), Serenium (Seregno), dove incrociava la via Mediolanum-Bellasium, Dexium (Desio), Balsemum (Balsamo), Sextus ab Urbe Lapis (Sesto San Giovanni), Mediolanum (Milano), dove intersecava la via Gallica, la via delle Gallie, la via Spluga, la via Mediolanum-Bellasium, la via Mediolanum-Bilitio, la via Mediolanum-Brixia, la via Mediolanum-Placentia, la via Mediolanum-Ticinum e la via Mediolanum-Verbannus, per poi proseguire verso Linatum (Linate), Cantium (Canzo), Piscaria (Peschiera Borromeo), Ad Octavum (San Martino Olearo), Trebianum (Tribiano), Palus (Paullo), Agellum Gomperticum (Zelo Buon Persico), Dovaria (Dovera), Roboretus (Rovereto (Credera Rubbiano)), Mons Odanus (Montodine), Capella (Cappella Cantone), Grumellum (Grumello Cremonese ed Uniti), Ad Sextum (Sesto ed Uniti) e Cremona (Cremona), dove intersecava la via Postumia.

## Il traffico fluviale
Il trasporto terrestre della via Regina era integrato con un'intensa viabilità acquatica che sfruttava i corsi e gli specchi d'acqua che la costeggiavano. Le vie d'acqua, in epoca romana, grazie alle chiatte, erano in grado di trasportare fino a 500 quintali di merce per ogni barcone che viaggiava su un canale artificiale e 300 su una chiatta fluviale, contro gli 8-20 di un carro che percorreva le strade terrestri. Plinio il Vecchio definì "immensi" i laghi del Nord Italia, tanto era la loro capacità anche di trasportare merci:
(Plinio il Vecchio, Naturalis historia)
Infatti i laghi, a differenza del mare, sono contraddistinti da venti moderati e costanti e sono caratterizzati da una scarsa agitazione delle loro acque: tutto questo facilitò, anche in tempi antichi, il trasporto fluviale e lacustre. Il sistema integrato terrestre-fluviale era infatti basato sull'utilizzo di bestie da soma che trainavano le chiatte quando queste ultime navigavano i fiumi controcorrente.
La via Regina, in particolare, era costeggiata, in diversi tratti, da diversi corsi d'acqua, tra cui l'Adda, che permettevano al traffico terrestre che la percorrevano di essere affiancato da traffico fluviale. In particolare, lungo il suo tragitto, che iniziava in corrispondenza del porto fluviale di Cremona, infrastruttura portuale che si trovava lungo il Po e che era pertanto collegata al Mare Adriatico, la via Regina giungeva al porto fluviale romano di Milano e costeggiava poi la riva occidentale del lago di Como.

## Storia

### Inquadramento storico

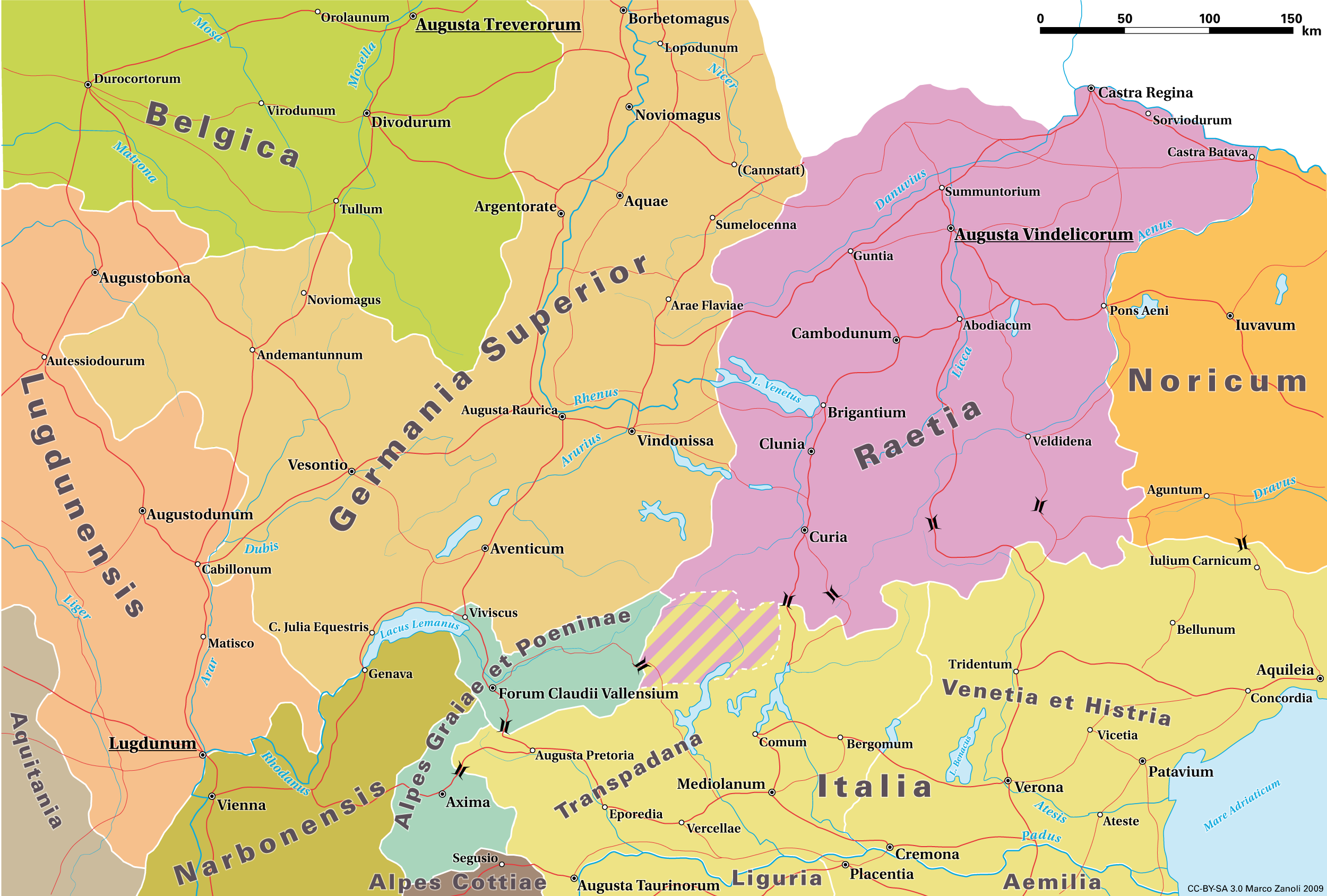
La provincia romana della Rezia (lat. Raetia) nel 150. Da questa regione storica, prende forse il nome la via Regina

In epoca protostorica, Como era un importante centro di intermediazioni di commerci tra Etruschi e Celti, soprattutto a partire dal V secolo a.C., in concomitanza con il declino di Marsiglia, antica colonia greca, e il conseguente spostamento dei traffici commerciali sulla via dei valichi alpini.
Da Como la via privilegiata dei commerci con i Celti conduceva a Lugano e al passo del Monte Ceneri, e da lì a Bellinzona, altro importante centro della cultura di Golasecca. La strada conduceva infine verso il passo del San Bernardino ed il passo del San Gottardo. La riva del lago di Como era ampiamente frequentata, e le fonti epigrafiche menzionano i nomi dei popoli stanziati sulle sue sponde: gli Ausuciates di Ossuccio, gli Aneuniates di Olonio, i Clavennates di Chiavenna e i Bergalei della val Bregaglia. Alla conquista romana di Como, il territorio era ben organizzato e sull'oppidum comense gravitavano ben 28 castella.
Sulla via di comunicazione protostorica su cui gli antichi Romani costruirono poi la via Regina, i traffici dovevano essere ridotti a scambi locali. Si ignora il fatto che i Reti, che distrussero l'oppidum comense nell'89 a.C., siano scesi o meno dalle montagne che si trovavano appena sopra Comum verso le rive del lago per colonizzare questo territorio decidendo poi di modificare l'originario percorso della strada, visti i maggiori traffici che iniziarono a percorrerla dopo l'insediamento dei Reti.
Dopo la trasformazione di Como in colonia romana da parte di Cesare, si iniziò una politica di realizzazione di nuovi insediamenti abitati verso le Alpi, che fu realizzata in modo più ampio e chiaro in epoca augustea. Il rifacimento della rete viaria per facilitare il transito alpino rientrò proprio in questo contesto politico e sociale.
Nel 15 a.C., Druso e Tiberio conquistarono tutto l'arco alpino a mari supero ad inferum stabilendo i confini dell'Impero romano fino al Danubio. Nel 12 a.C. venne tracciata anche la strada che da Altino saliva al passo Resia scendendo poi nella valle danubiana. La strada venne sistemata dal figlio di Druso, Claudio, venendo per questo motivo chiamata via Claudia Augusta. In questo quadro storico va inserita anche la costruzione della via Regina. Il nome "Regina" deriva probabilmente dal toponimo "Rezia", in quanto la strada conduceva, attraverso la Valchiavenna, in questa provincia romana.
Gli storici non sono tutti concordi sul ruolo che la via Regina dovette svolgere: alcuni lo ritengono essenziale, mentre altri credono invece fosse secondario, come via utilizzata prevalentemente per traffici locali, alla quale si preferiva la via d'acqua, da Como o da Bellagio, verso Samolaco.
I Nautae Comenses gestivano i commerci ed erano i dominatori assoluti del lago. Per tale motivo, quando Milano diventò capitale dell'Impero romano d'occidente, l'autorità comasca dotata di ampi poteri sarà il praefectus classis cum curis civitatis: la specificità di Como non era tanto il controllo del traffico terrestre, ma quello della navigazione.

### Documentazione
La tradizione attribuisce la costruzione della via Regina alla regina Teodolinda, così come numerose altre opere pubbliche (ponti, torri, chiese) costruite anche a secoli di distanza dalla sua epoca, fermo restando che dalle fonti in nostro possesso si può desumere che questa arteria stradale sia stata realizzata durante l'epoca romana, quando governava l'imperatore Claudio.
I primi documenti che la chiamano "via Regina" sono gli statuti comunali di Como del 1335, mentre in atti e documenti precedenti viene chiamata strada regale (1352) o via Regia (1256). La via Regina è documentata dalle tabulae geographicae, cioè le carte militari romane che Castorius trascrisse nel III secolo e che sono giunte a noi con il nome di Tavola Peutingeriana. In essa il tracciato, con l'aggiunta delle miglia che intercorrono tra una località e l'altra, è il seguente (i numeri romani indicano le distanze miliari):
- Curia - XXXII - Lapidaria - XVII - Conu Aureu - X - Tarvessedo - XX - Clavenna - XVIII - (Ad lacum) - XV - Como.

Questo tracciato è confermato anche dall'Itinerario antonino, del II secolo, giunto a noi in copia del IV secolo. Esso riporta due itinerari:
- Curia - LX - Tarvesede - XV - Clavenna - X - Ad lacum cumacenum per lacum - XL - Comum.
- Curia - XX - Tinnetione - XV - Muro - XX - Summolacu - XV - Como.

Da queste tavole si deduce che per spostarsi da Como a Coira, giunti a Samolaco e Chiavenna, si potevano seguire tre itinerari: o la via dello Spluga (la Via Spluga detta anche Via Iulia Drusilla,  Via Drusilla Augusta, che saliva per l'omonima valle), o la via del Giulio attraverso la val Bregaglia, oppure la via del passo del Settimo, sempre per la val Bregaglia.
La via Regina arrivava a Summus Lacus (l'odierna Samolaco in "cima al lago", durante i tempi in cui il lago di Mezzola e il lago di Como, erano un unico specchio d'acqua) e poi proseguiva in Valchiavenna con il nome di via Francisca.